# Pseudoarmillariella
Pseudoarmillariella — рід грибів родини Tricholomataceae. Назва вперше опублікована 1956 року.

## Галерея

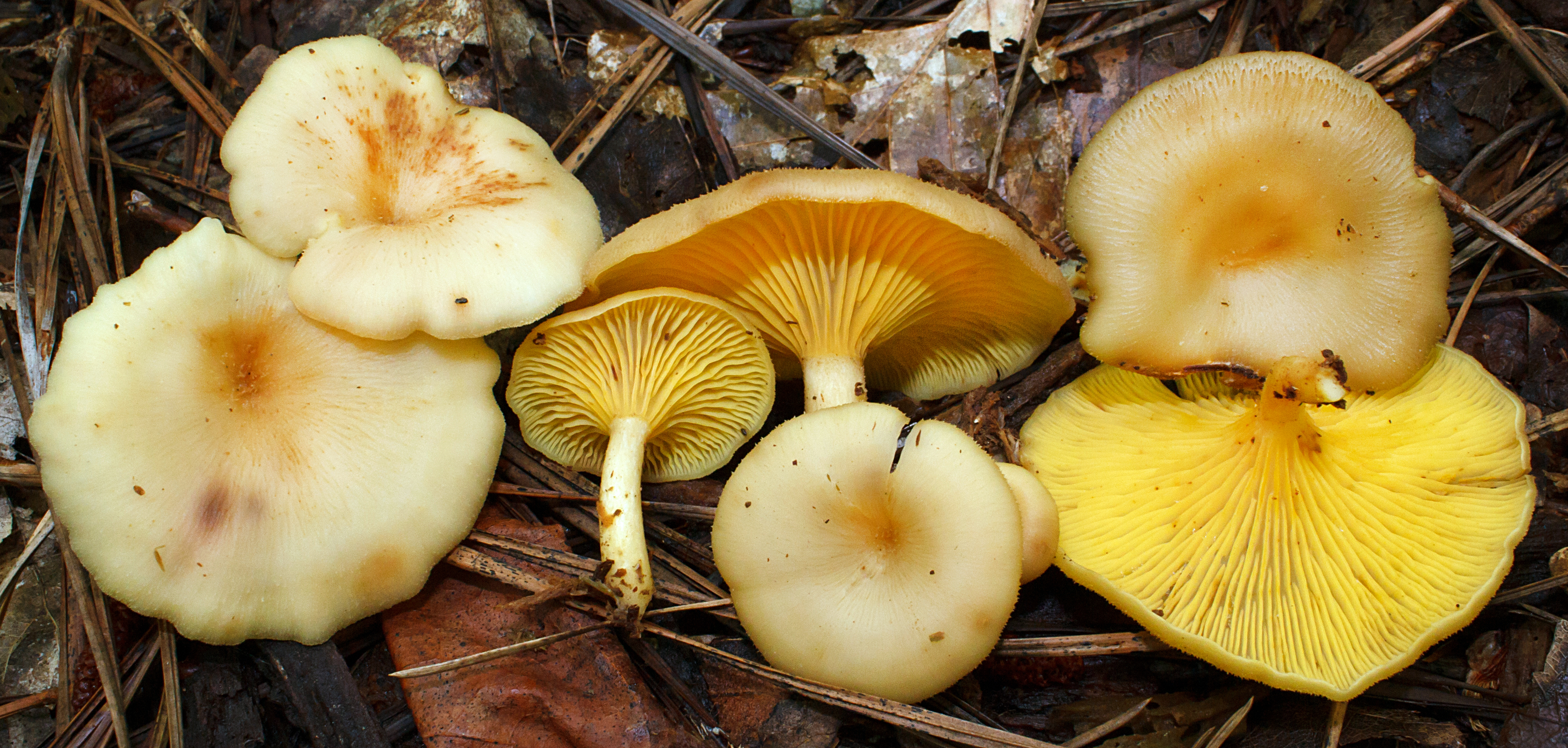
Pseudoarmillariella ectypoides
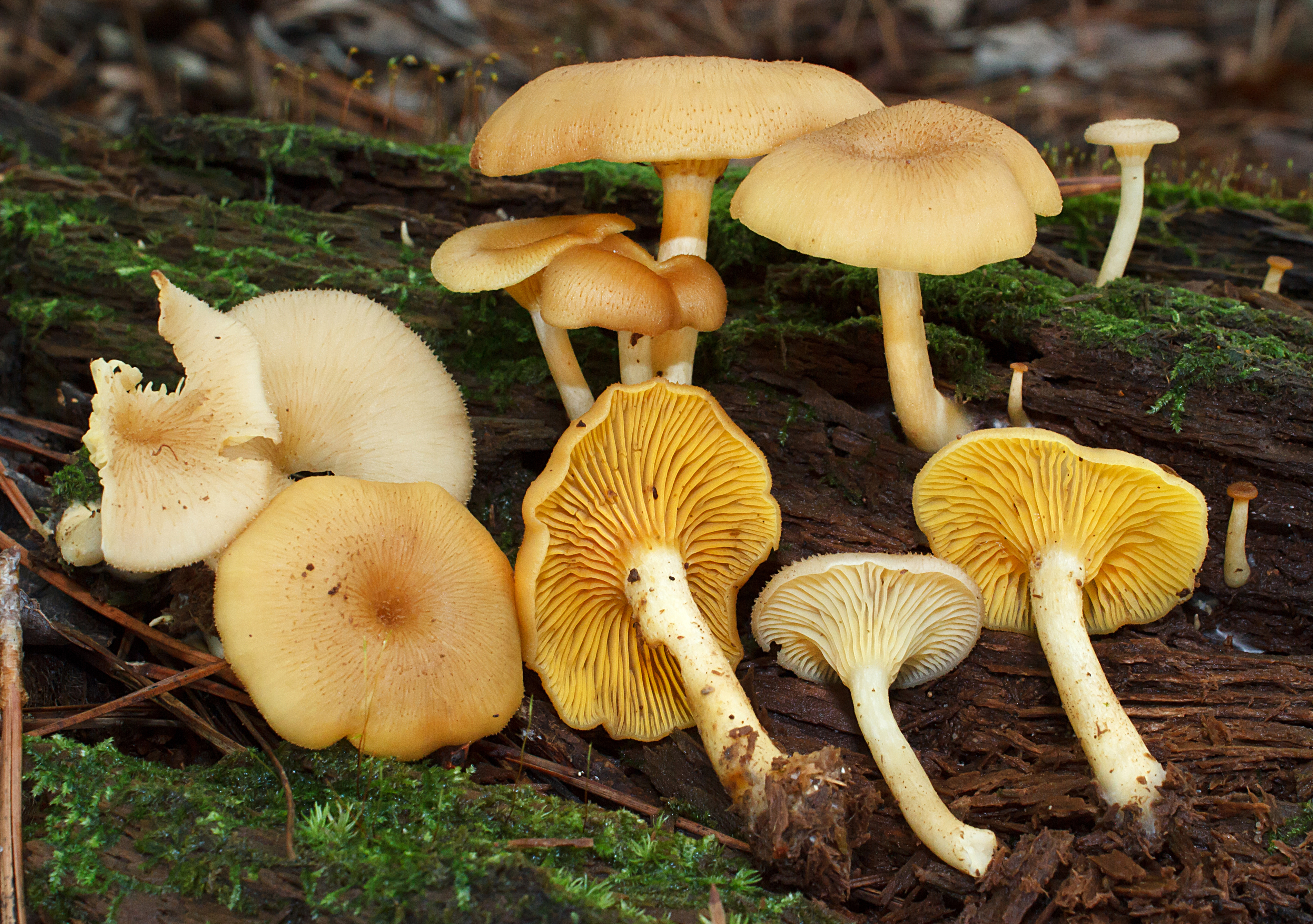
Pseudoarmillariella ectypoides